# Сеннори
Сеннори (итал. Sennori) — коммуна в Италии, располагается в регионе Сардиния, подчиняется административному центру Сассари.
Население составляет 7298 человек (на 2004 г.), плотность населения составляет 234,33 чел./км². Занимает площадь 31,43 км². Почтовый индекс — 7036. Телефонный код — 079.
Покровителем коммуны почитается святитель Василий Великий. Праздник ежегодно празднуется 14 июня.